# Primato papale
Per primato papale s'intende l'autorità apostolica del vescovo della diocesi di Roma su tutta la Chiesa cattolica. Secondo la dottrina cattolica alla base di tale primato vi sono due attribuzioni di San Pietro: l'essere stato nominato da Gesù Cristo primo fra gli Apostoli (primato di Pietro) e l'essere stato il primo vescovo di Roma:
(Congregazione per la Dottrina della Fede, Il primato del successore di Pietro nel mistero della Chiesa, n. 4.)
L'origine della dottrina del Primato Papale è fatta risalire a Leone I (440 - 461) il quale si espresse nei termini di plenitudo potestatis. «Papa» (dal greco πάπας) era, in origine, un appellativo comune di vescovi, abati e metropoliti orientali, poi, diffusosi anche in occidente dal V secolo, anche se un'epigrafe delle Catacombe di San Callisto, menzionante il vescovo Marcellino, sembrerebbe (escludendo l'ipotesi della genitorialità) retrodatarne l'uso alla fine del III secolo.  
I Poteri Universali (cattolici) vengono aggiunti da papa Gregorio VII, autore del Dictatus Papae (marzo 1075), documento che riconobbe al pontefice romano, oltre all'autorità suprema su tutti i cristiani, le prerogative di incoronare e deporre imperatori e monarchi ed il controllo assoluto sulla Chiesa. 
La Chiesa ortodossa riconosce un primato "nella carità" o "di onore" al vescovo di Roma, ma ritiene che non sia valido finché continua la suddivisione tra chiesa orientale e occidentale successiva al Grande Scisma; le Chiese protestanti non riconoscono nessun primato, né al papa né ai patriarchi delle chiese orientali, in quanto reputano che l'istituto papale non sia in accordo con le Sacre Scritture.

## Primato di Pietro apostolo
La Chiesa cattolica, la Chiesa ortodossa e gran parte delle Chiese riformate riconoscono storicamente che San Pietro abbia avuto un ruolo particolare tra gli apostoli; quale sia l'entità di questo primato è invece oggetto di dispute dottrinali, che influenzano anche la dottrina sul primato papale.

## Istituzione del primato papale

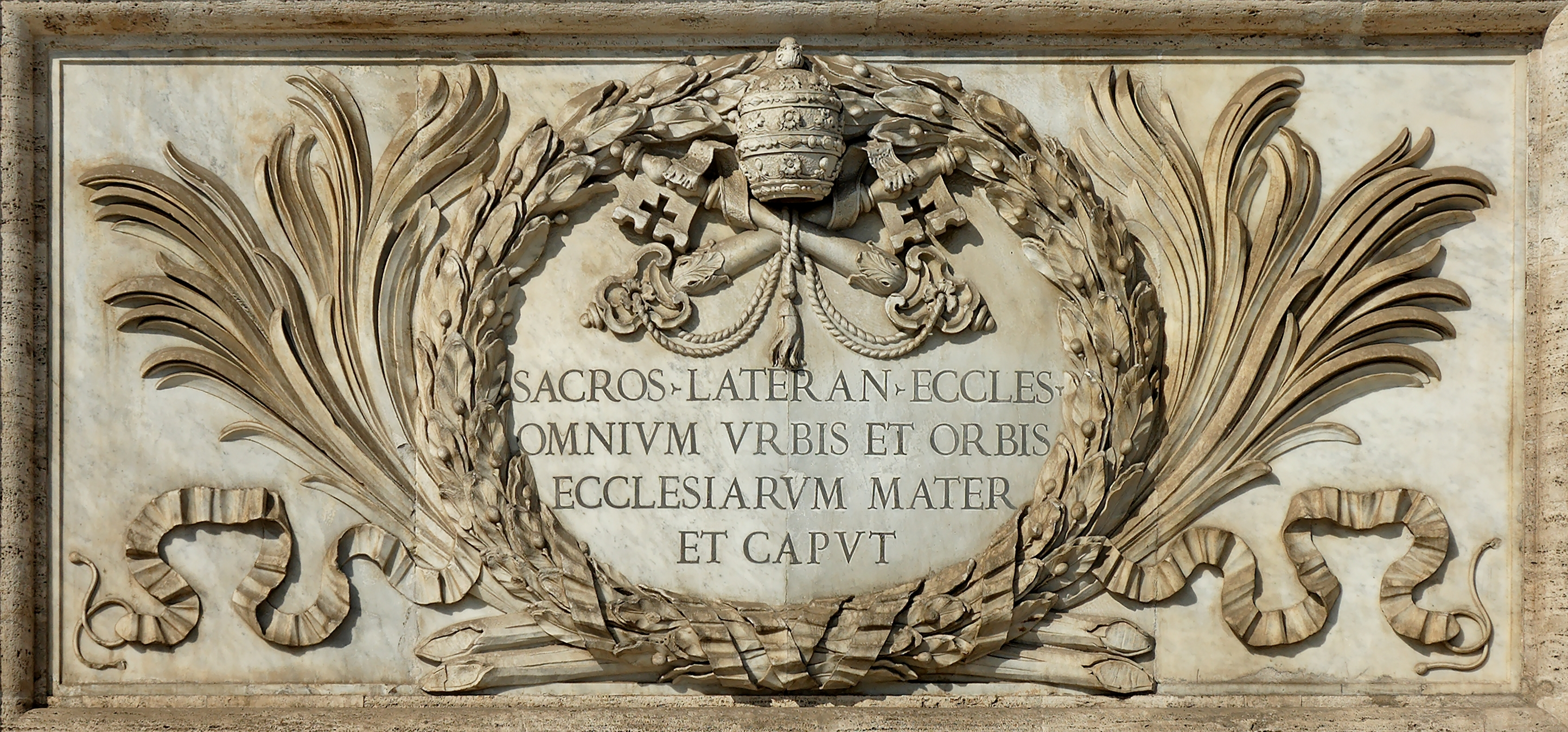
Iscrizione nel frontale della Basilica di San Giovanni in Laterano, Chiesa cattedrale del vescovo di Roma: Sacros(ancta) Lateran(ensis) eccles(ia) omnium urbis et orbis ecclesiarum mater et caput significa: "Sacrosanta chiesa in Laterano, madre e capo di tutte le chiese della Città e del Mondo"

La dottrina cattolica del primato papale si fonda sulla tradizione, secondo cui esso fu istituito da Cristo e tale successione papale è fatta risalire a Pietro Apostolo nel cristianesimo del primo secolo. La legittimazione del primato sulle altre chiese è derivata dalla «confessione di Pietro», evento documentato in Matteo 16,17-18, quando, in risposta al riconoscimento di Pietro della sua divinità, Gesù rispose: 
[17] « Dio ti ha benedetto, Simone, figlio di Giona, perché non hai scoperto questa verità con forze umane, ma è stato mio Padre che è in cielo a rivelartela. [18] Tu sei Pietro e su questa pietra costruirò la mia Chiesa; e tutte le potenze dell'inferno non potranno vincerla mai. [19] Io ti darò le chiavi del Regno dei Cieli; le cose che tu non permetti sulla terra, saranno le cose che Dio non permette e le cose che permetti sulla terra, saranno le cose che Dio permette. »
Alcuni storici sostengono che prima della metà del II secolo, e forse anche più tardi, non venisse riconosciuto alcun primato al vescovo di Roma. Altri autori affermano che la creazione del termine "primato papale" risale al sesto secolo del cristianesimo, nel quale cominciò l'ascesa dei vescovi di Roma a una posizione di autorità non solo religiosa, bensì fino ad assumere il diritto di essere il massimo sovrano fra tutti quelli dei regni all'interno della comunità cristiana - che da allora il papa ha conservato. I cattolici hanno contrastato questo argomento sostenendo che nei primi tre secoli del cristianesimo la Chiesa di Roma è intervenuta in altre comunità per contribuire a risolvere i conflitti. Papa Clemente I lo ha fatto a Corinto alla fine del primo secolo, alla fine del II secolo, Papa Vittore I ha minacciato di scomunicare i vescovi orientali che hanno continuato a celebrare La pasqua il 14º giorno del mese di Nisan, e non nella domenica seguente. Nel terzo secolo del cristianesimo, Papa Cornelio convocò e presiedette un Sinodo di 60 vescovi africani e orientali, il suo rivale, l'Antipapa Novaziano, ha affermato di avere "assunto il primato".
Nel complesso sviluppo del primato papale, si possono evidenziare due grandi fasi. La prima fase comprende la storia del cristianesimo fino all'anno 800. La seconda riguarda i secoli dopo il Mille.

### Prima fase del primato papale
La suddetta evidenza riguardo al primato papale nei primi giorni della chiesa è oggetto di dispute. Molti studiosi riconoscono che al papa sia tributata una considerazione unica in quanto successore di San Pietro. La Chiesa Cattolica sostiene che l'unica autorità del seggio di Pietro sia il rispetto mostrato dagli altri, mentre altre confessioni cristiane ritengono che il vescovo di Roma sia depositario di un grande rispetto, ma non dell'autorità sugli altri vescovi. La Chiesa Cattolica approva ufficialmente una lista dei papi che comincia con San Pietro, al quale afferma siano state affidate le chiavi del Regno dei Cieli, e prosegue ininterrotta fino a oggi.
Ireneo di Lione (130-202) scrisse che i Santi Pietro e Paolo furono i fondatori della Chiesa di Roma e che insieme designarono per succedergli come vescovo Lino. Innocenzo I, papa dal 401 al 417, caldeggiò il primato papale nell'intera Chiesa. Gelasio I, papa dal 492 al 496, in una controversia con l'imperatore di Bisanzio Anastasio, lottò allo stesso modo per mantenere la dottrina del primato papale. Questa disputa rappresentò un primo punto di attrito fra la Santa Sede e l'Impero bizantino.
Dal tardo VI secolo fino al tardo VIII secolo si verificò lo spostamento del papato verso Ovest; di conseguenza venne meno la sua subordinazione all'autorità degli Imperatori bizantini. Questa fase è stata certe volte accreditata erroneamente a papa Gregorio I (che regnò dal 590 al 604), il quale, come i suoi predecessori, presentò alle popolazioni di cultura romana una chiesa che era ancora identificata con l'Impero romano. A differenza di alcuni dei suoi predecessori, Gregorio fu costretto a confrontarsi con il collasso dell'autorità imperiale nell'Italia settentrionale. Quale ufficiale civile (cioè funzionario dell'imperatore a Roma), dovette farsi carico dell'amministrazione della diocesi; inoltre dovette negoziare la protezione dell'Urbe con gli invasori Longobardi che la minacciarono. 
Nel VII secolo la nascita dell'Islam indebolì l'Impero bizantino e i Longobardi rinnovarono la loro pressione sull'Italia. I papi cercarono aiuto nei Franchi e ricevettero dal re Pipino il Breve la prima parte di quei territori che in seguito costituirono lo Stato Pontificio. L'incoronazione, a opera di Papa Leone III, di Carlo Magno, primo imperatore della dinastia carolingia, sancì l'ottenimento della sua protezione sul patrimonium Sancti Petri.
La teoria del primato papale non provenne solo dalla Sede apostolica: anche alcuni eruditi dell'epoca, quali Ratramno di Corbie, Enea di Parigi e Giovanni Scoto Eriugena arrivarono a sostenere l'autorità pontificia. 
Negli Atti del Secondo Concilio di Nicea (787), la sede apostolica romana ("Chiesa di Roma") è definita due volte come "capo di tutte le chiese". A sua volta la Chiesa di Roma definisce l'Apostolo Pietro "capo degli apostoli", ma quando è
menzionato assieme a Paolo, essi sono definiti insieme "primi tra gli apostoli".

### Seconda fase del primato papale
La seconda fase del processo di affermazione del primato papale riguarda il periodo che si estende dalla metà dell'XI alla metà del XIII secolo. Essa fu caratterizzato, dapprima, dall'intenso attacco da parte di papa Gregorio VII (1073-1085), all'usanza tradizionale da parte degli imperatori di controllare la nomina dei più alti vertici della chiesa, attacco che diede origine al lungo conflitto, civile ed ecclesiastico, in Germania e Italia noto come Lotta per le investiture. Un altro momento distintivo di questa fase, avvenne nel 1095 con la richiesta di Urbano II di un intervento militare per liberare la Terra santa dal dominio musulmano noto oggi come Prima crociata. Entrambi questi sforzi, benché essenzialmente infruttuosi, aumentarono il prestigio papale nel XII e XIII secolo. Papi molto potenti come Alessandro III (1159-1181), Innocenzo III (1198-1216), papa Gregorio IX (1227-1241) e papa Innocenzo IV (1243-1254) ebbero un'influenza tale sulla Chiesa da rivendicare un primato giurisdizionale su re e imperatori nelle questioni temporali e spirituali. Come scrive Matthew Edward Harris , "L'impressione generale è che il papato fosse descritto in termini sempre più elevati man mano che progrediva il tredicesimo secolo, sebbene questo sviluppo non fosse né disgregante né uniforme, e fosse spesso solo una risposta a un conflitto, come contro Federico II o Filippo il Bello".
All'inizio di questa fase, la difesa del primato papale fu attuata da Sant'Anselmo d'Aosta e San Tommaso Becket. Sant'Anselmo (1093-1109), arcivescovo di Canterbury, sostenne il primato del Romano Pontefice sia negli scritti (riferendosi al passo evangelico in Matteo 16) sia con le sue azioni. Interrogato dal re d'Inghilterra Guglielmo II, che pretese da lui la rinuncia alla facoltà di interporre appello a Roma, Anselmo gli rispose: "Tu mi chiedi di giurare di non appellarmi mai, su nessuna questione, al Venerato Pietro o al suo Vicario; ebbene ti rispondo che non dovresti neanche chiedermelo perché anche tu sei un cristiano e tu sai che se lo giurassi abiurerei a Pietro. Colui che abiura Pietro rinnega senza dubbio anche Cristo, che lo fece principe della Chiesa".
Nel 1170 San Tommaso Becket, com'è noto, diede la vita in difesa delle libertà della chiesa contro la violazione dei diritti da parte del Normanno Enrico II il quale, nella tradizione popolare, ordinò la sua uccisione nella Cattedrale di Canterbury. È probabile che non venga mai appurato se effettivamente fu Enrico II ad ordinare la sua morte.

### Il Gallicanesimo
Il termine Gallicanesimo si riferisce a un determinato gruppo di opinioni religiose tipiche per qualche tempo della Chiesa cattolica in Francia o Chiesa gallicana e delle scuole teologiche dello stesso Paese. I suoi esponenti, in opposizione alle idee che in Francia presero il nome di Ultramontanismo (ultra montes – "oltre le montagne", cioè , oltre le Alpi, riferendosi in genere al Papa a Roma), propugnavano principalmente la fissazione di un limite all'autorità del papa sulla Chiesa; il potere del papa doveva essere controbilanciato dai vescovi e dai governanti laici. È importante, comunque, sottolineare che, all'inizio, i più entusiasti e accredidati sostenitori delle idee Gallicane non contestavano in alcun modo il primato papale sulla Chiesa cattolica, e mai rivendicarono per le proprie idee la forza di atti di fede: miravano solo a chiarire che la loro interpretazione dell'autorità del papa sembrava a loro più conforme alle Sacre Scritture e alla tradizione.
La disputa fra papa Innocenzo XI e il re di Francia Luigi XIV condusse ai "Quattro articoli gallicani", redatti dall'episcopato francese per Luigi. Gli articoli affermano che i monarchi non sono soggetti al Papato, che i concili ecclesiastici sostituiscono l'autorità papale, che il Papato deve rispettare le tradizioni delle chiese locali e che i decreti papali non sono obbligatori a meno che non vengano adottati da tutta la chiesa.

## Esempi del primato papale
- La promulgazione di Urbano II nel 1095 delle Crociate, le quali, al fine di recuperare la Terra santa e i territori dell'Impero bizantino, caduti in mano ai Turchi Selgiuchidi di fede musulmana, pose la nobiltà europea sotto il comando papale;
- L'avocazione al Papa del potere di legittimare un re, piuttosto che la proclamazione da parte degli stessi pretendenti. Il pontefice che esercitò per primo il potere d'indicazione e riconoscimento di un monarca fu Leone III, che incoronò Carlo Magno (dicembre 800).